# بيل والش
بيل والش (بالإنجليزية: Bill Walsh)‏ (4 ديسمبر 1923 في المملكة المتحدة - 2014 في أستراليا) هو لاعب كرة قدم بريطاني (وحمل سابقاً جنسية المملكة المتحدة لبريطانيا العظمى وأيرلندا) في مركز الدفاع. لعب مع نادي سندرلاند ونادي نورثامبتون تاون وهاكواه سيدني سيتي إيست ‏ وهوردن كوليري ولفير ‏ ودارلينجتون إف سى.